# Бадмінтон на літніх Олімпійських іграх 2008
Бадмінтон на літніх Олімпійських іграх 2008:
У 2008 році олімпійські змагання з бадмінтону були проведені в Пекіні, і продемонстрували азійське панування у цьому виді спорту. Всі медалі завоювали азійські гравці, тільки з чотирьох країн — Китаю, Індонезії, Південної Кореї та Малайзії. Хоч азійці завжди домінували в цьому виді спорту, але на Олімпійських іграх це був перший випадок, коли всі медалі з бадмінтону були виграні виключно ними.
Нововведенням в 2008 році порівняно з попередніми Олімпіадами було те, що всі ігри продовжувались до 21 очка та всі очки нараховувались незалежно від того, хто подавав.
- Змагання стартували 9 серпня та закінчились 17 серпня 2008 р.
- Кількість учасників: 173 (87 чоловіків та 86 жінок) з 50 країн.
- Наймолодший учасник: Деяніра Ангуло з Мексики (17 років, 160 днів)
- Найстарший учасник: Єнс Еріксен з Данії (38 років, 226 днів)
- Змагання проводилися в 5 розрядах: чоловічому, жіночому, парному чоловічому, парному жіночому та змішаному (міксті).
- Найбільша кількість медалей — у Китаю (8).
- Двоє спортсменів здобули по дві медалі: Лі Хьочон з Південної Кореї (1 золота, 1 срібна) та Юй Ян з Китаю (1 золота, 1 бронзова).

## Українські спортсмени на турнірі
Від України на олімпійських змаганнях з бадмінтону у 2008 році брали участь двоє спортсменів:
- Владислав Дружченко — в чоловічому одиночному розряді. Вибув з боротьби, програвши в першому раунді змагань фінському бадмінтоністу Вілле Лонгу.
- Лариса Грига — в жіночому одиночному розряді. Вигравши у першому раунді у італійки Аньєзе Аллегріні, поступилася у другому індійській спортсенці Саїні Нехваль та вибула зі змагань.

## Таблиця медалей
| Місце  | Країна         | Золото | Срібло | Бронза | Загалом |
| ------ | -------------- | ------ | ------ | ------ | ------- |
| 1      | Китай          | 3      | 2      | 3      | 8       |
| 2      | Індонезія      | 1      | 1      | 1      | 3       |
| 3      | Південна Корея | 1      | 1      | 1      | 3       |
| 4      | Малайзія       | 0      | 1      | 0      | 1       |
| Всього | Всього         | 5      | 5      | 5      | 15      |

## Медалісти
| Категорія                  | Золото                                   | Срібло                                    | Бронза                                |
| Чоловічий одиночний розряд | Китай · Лінь Дань                        | Малайзія · Лі Чон Вей                     | Китай · Чень Цзінь                    |
| Жіночий одиночний розряд   | Китай · Чжан Нін                         | Китай · Се Сінфан                         | Індонезія · Марія Юліянті             |
| Чоловічий парний розряд    | Індонезія · Маркіс Кідо, Хендра Сетьяван | Китай · Фу Хайфен, Цай Юнь                | Південна Корея · Лі Чечін, Хван Чіман |
| Жіночий парний розряд      | Китай · Юй Ян, Ду Цзин                   | Південна Корея · Лі Кьонвон, Лі Хьочон    | Китай · Вей Ілі, Чжан Явень           |
| Змішаний розряд            | Південна Корея · Лі Йонде, Лі Хьочон     | Індонезія · Нова Відьянто, Ліліяна Натсір | Китай · Хе Ханьбінь, Юй Ян            |